# Averrhoa bilimbi
Averrhoa bilimbi är en harsyreväxtart som beskrevs av Carl von Linné. Averrhoa bilimbi ingår i släktet Averrhoa och familjen harsyreväxter. Inga underarter finns listade i Catalogue of Life.